# T-Bone (rapper)
Rene Sotomayor, melhor conhecido pelo nome artístico T-Bone, é um consciente/inspirador rapper cristão. O pai dele é Nicaraguense e a mãe é Salvadorenha. Seu nome veio a ser chamado de 'Bones' porque quando mais jovem ele era muito magro. O 'T' foi "adicionado para dar o nome de uma pequena gíria reginal".

## Outros trabalhos

### Livros
- From Gangs 2 Grace (ainda não lançado)

### Programas de televisão
- Real Videos (TBN)- T Bone tinha sido o anfitrião do Real Videos desde 1997.
- TX 10 (JC-TV)- T-Bone tinha sido o anfitrião desde 2006.
- Hype & Glory (Up)
- Hispanic College Quiz (NBC)- T-Bone foi um co-anfitrião.

## Discografia

### Álbuns
| Ano  | Título                               | Gravadora                                 | Produtor |
| ---- | ------------------------------------ | ----------------------------------------- | -------- |
| 1993 | Redeemed Hoodlum                     | Metro One                                 | LA Posse |
| 1995 | Tha Life of a Hoodlum                | Metro One                                 | LA Posse |
| 1997 | Tha Hoodlum's Testimony              | Metro One                                 | LA Posse |
| 1999 | History of a Hoodlum                 | Metro One                                 | LA Posse |
| 2001 | Tha Last Street Preacha              | Flicker/Boneyard                          | T-BONE   |
| 2001 | The Boneyard Box Set                 | Metro One                                 | LA Posse |
| 2002 | Gospelalphamegafunkyboogiediscomusic | Flicker/Boneyard                          | T-BONE   |
| 2005 | Bone-A-Fide                          | Flicker/Boneyard/Provident/Sony/BMG       | T-BONE   |
| 2007 | Bone-Appetit!                        | Boneyard/Provident-Integrity Distribution | T-BONE   |

### Trabalhos colaborativos
- Apareceu em na ópera rock !Hero tanto na gravação e nas turnês.

### Videoclipes
- 2007: "Name Droppin'"[2]
- 2005: "Can I Live" (Produzdo por Kenn Michael pela CODEKRAFT)[3]
- 2001: "Ride Wit' Me" (Produzido por King Tech pela Bolo Entertainment)[4]
- 1996: "Throwing Out tha Wicked" (Produzido por Bill Boyde)
- 1992: "Lyrical Assassin" (Produzido por Dough Green)

### Filmes
- "I'm in Love with a Church Girl" (RGM Films LLC)
- All You've Got (Paramount Pictures/MTV Films)
- "The Fighting Temptations" (Paramount Pictures/MTV Films)
- "R.I.O.T." (Steven Yake Productions)
- "Black Rose" (Curta-metragem)

### Outros
- Performou no GMA Gospel Music's Dove Awards de 2004 (UPN, PAX)
- Performance participativa no MovieGuide Awards de 2003
- Performance participativa e apresentador do Arpa Awards de 2003 (Telemundo/Univision)
- Presentador do Stellar Awards de 2001
- Performance participativa no ALMA Awards de 2000 com Kirk Franklin
- Aparições na televisão incluem "E!", "Live at the Apollo", "The Cut" da "MTV" e "From the Church to the Charts", "LA TV", "Urban Latino", "Despierta America" (Univision), "Entertainment News" (Telemundo), "Entertainment News" (MGM Latin American Network) e "Keeping it Real" (Soundtrack Channel)

## Prêmios e nomeações

### Nomeações ao Grammy
- 2001: Tha Last Street Preacha - Melhor álbum de rock cristão
- 2007: Categoria: Melhor rap/Álbum de rock cristão do ano: Bone-a-fide!
- 2008: Categoria: Melhor performance gospel: "With Long Life" com Israel Houghton

### Nomeações ao Visionary Award
- 2009: Categoria: Hip Hop/Performance de rap do ano[5]

## Dove Awards
2008
- Ganhador do Canção Rap/Hip-hop do Ano "Name-Droppin"

2004
- Ganhador do Álbum de especial evento (!Hero, um ópera rock)
- Nomeação para Álbum Rap/Hip-Hop (Gospelalphamegafunkyboogiediscomusic)
- Nomeação para Canção gravada de Rap/Hip-Hop (Raised in Harlem de !Hero)

2002
- Nomeação para Álbum de Rap/Hip-Hop, (Tha Last Street Preacha)
- Nomeação para Canção gravada de Rap/Hip-Hop (Ride Wit Me)
- Nomeação para Gravação Rap/Hip-Hop (King of My Life)

1997
- Nomeação para Álbum de Rap/Hip Hop (Tha Hoodlums Testimony)
- Nomeação para Canção gravada de Rap/Hip Hop (Keep on Praising)

1995
- Nomeação para Álbum de Rap/Hip-Hop (Tha Life of A Hoodlum)
- Nomeação para Canção gravada de Rap/Hip-Hop” (Throwing Out Tha Wicked)

1993
- Nomeação para Álbum de Rap/Hip Hop (Redeemed Hoodlum)
- Nomeação para Canção gravada de Rap/Hip Hop (Lyrical Assassin)

## Destaques adicionais
- As vendas da Lifetime music excederam mais de 800,000 unidades
- Selecionado para fazer comerciais na MTV para o “The Cut”
- Fez quatro comerciais na MTV com Beyoncé Knowles e Mike Epps para o “The Fighting Temptations”
- Em parceria em 2008 com o Hands & Feet Project, iniciada pela banda cristã Audio Adrenaline, para construir igrejas e um orfanato na Nicarágua. Os pais de T-Bone estará movendo-se para a Nicarágua para funcionar um vilarelo de crianças.